# Whistler Olympic and Paralympic Village

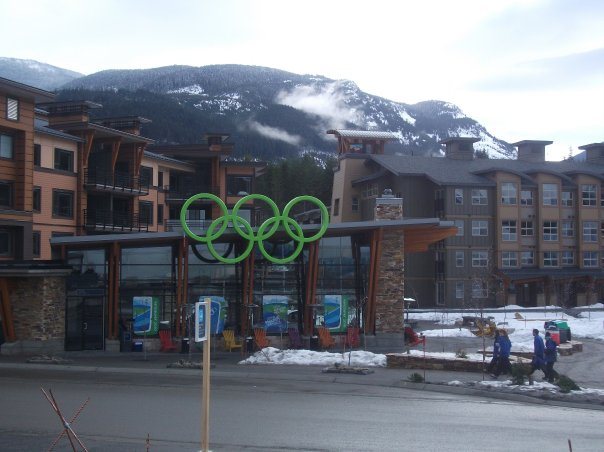
Whistler Olympic and Paralympic Village

Il Whistler Olympic and Paralympic Village è una delle due sedi di alloggiamento degli atleti allestite per i XXI Giochi olimpici invernali che hanno sede a Vancouver nel 2010.
Si trova nella località di Whistler e dopo i Giochi verrà usato come edifici di edilizia popolare e per l'allenamento degli atleti.  A Whistler si trova però solo uno dei villaggi olimpici, l'altro è a Vancouver.  Più precisamente il villaggio di Whistler è a Cheakamus Valley circa 20 minuti a sud dei luoghi di gara della Whistler Mountain e a 6 km dal Whistler Olympic Park, vicino alle sedi di gara della Callaghan Valley.
Il villaggio ospiterà 2400 atleti e giudici di gara, tutti partecipanti alle gare che si terranno al Whistler Olympic Park, al Whistler Creekside ed al Whistler Sliding Centre.  Il costo per la costruzione è stato di 32 milioni di dollari.